# Киммел, Майкл
Майкл Скотт Киммел (родился 26 февраля 1951 г.) — американский социолог, специализирующийся на гендерных исследованиях. Заслуженный профессор социологии в Университете Стоуни-Брук в Нью-Йорке, основатель и редактор академического журнала Men and Masculinities. Киммел — представитель Национальной организации мужчин против сексизма (NOMAS) и убеждённый феминист. В 2013 году он основал Центр изучения мужчин и маскулинности в Университете Стоуни-Брук. В 2018 году был публично обвинён в сексуальных домогательствах. Подал в отставку до предъявления обвинений.

## Биография
Киммел родился в светской еврейской семье. Получил степень бакалавра с отличием в колледже Вассар в 1972 году; степень магистра в Университете Брауна в 1974 году. В 1981 году защитил диссертацию в Калифорнийском университете в Беркли на тему «Абсолютизм и его недовольство: финансовый кризис и политическая оппозиция во Франции и Англии семнадцатого века».
С 1982 по 1986 год Киммел работал доцентом социологии в Университете Рутгерса, а также внештатным доцентом в Нью-Йоркском университете. В 1987 году стал преподавателем Университета Стоуни-Брук. С 1992 по 1994 год Киммел — приглашённый профессор Калифорнийского университета в Беркли. В 1992—1993 учебном году он был признан «Лучшим профессором» университетского городка студенческой газетой The Daily Californian.
Киммел женат на исследовательнице журналистики и СМИ Эми Аронсон. У пары есть сын Закари.

## Исследования
Киммел — один из ведущих специалистов в области социологии и истории маскулинности. Он написал множество книг о гендере и маскулинности, в том числе: «Жизнь мужчин» (2010 г.), «Гендерное общество» (2011 г.), «Мужественность: история культуры» (2012 г.) и «Гайланд: опасный мир, в котором мальчики становятся мужчинами» (2008). Также Киммел выступил соредактором «Справочника по исследованиям мужчин и маскулинности» (2005) и «Мужчины и маскулинность: социальная, культурная и историческая энциклопедия» (2004), которые была названа Нью-Йоркской публичной библиотекой «Лучшим справочным материалом 2004 года». Кроме того, Киммел является редактором серии статей о гендере и сексуальности в New York University Press. В 1992—1993 годах Киммел основал журнал Masculinities, связанный с Американской ассоциацией мужских исследований. Журнал был предшественником журнала Men and Masculinities, который стал одним из первых академических журналов, посвящённых исследованиям мужчин.

## Избранные публикации

### Книги
- Kimmel, Michael. Absolutism and its Discontents: State and Society in 17th Century France and England. — New Brunswick, New Jersey : Transaction, 1988. — ISBN 978-0-88738-180-5. Архивная копия от 7 сентября 2021 на Wayback Machine
- Kimmel, Michael. Revolution: A Sociological Interpretation. — Philadelphia : Temple University Press, 1990. — ISBN 978-0-87722-736-6.
- Kimmel, Michael. Men Confront Pornography. — New York : Crown, 1991. — ISBN 978-0-517-56931-3.
- Kimmel, Michael. Against the Tide: Pro-Feminist Men in the U.S., 1776–1990. — Boston, Mass. : Beacon Press, 1992. — ISBN 978-0-8070-6760-4.
- Kimmel, Michael. Intersections: transdisciplinary perspectives on genders and sexualities. — New York : New York University Press.
- The Politics of Manhood. — Philadelphia : Temple University Press, 1995. — ISBN 978-1-56639-365-2.
- Changing Men: New Directions in the Study of Men and Masculinity. — Newbury Park, California : SAGE Publications, 1996. — ISBN 978-0-8039-2996-8.
- Men & Masculinities: A Social, Cultural, and Historical Encyclopedia. — Santa Barbara, California : ABC-CLIO, 2004. — ISBN 978-1-57607-774-0.
- Handbook of Studies on Men and Masculinities. — Thousand Oaks, Calif. : SAGE Publications, 2005. — ISBN 978-0-7619-2369-5. Архивная копия от 7 сентября 2021 на Wayback Machine
- Kimmel, Michael. The Gender of Desire: Essays on Masculinity. — Albany, New York : State University of New York Press, 2005. — ISBN 978-0-7914-6337-6. Архивная копия от 28 июня 2021 на Wayback Machine
- Kimmel, Michael. Guyland: The Perilous World Where Boys Become Men. — New York : Harper, 2008. — ISBN 978-0-06-083135-6.
- Privilege: a reader. — Boulder, Colorado : Westview Press, 2010. — ISBN 978-0-8133-4426-3. Архивная копия от 27 мая 2021 на Wayback Machine
- Kimmel, Michael. Misframing men: the politics of contemporary masculinities. — New Brunswick, New Jersey : Rutgers University Press, 2010. — ISBN 978-0-8135-4762-6. Архивная копия от 7 сентября 2021 на Wayback Machine
- Kimmel, Michael. Men's Lives. — Boston, Mass. : Allyn & Bacon, 2010. — ISBN 978-0-205-69294-1.
- Kimmel, Michael. The gendered society. — New York : Oxford University Press, 2011. — ISBN 978-0-19-539902-8. Архивная копия от 7 сентября 2021 на Wayback Machine
- Kimmel, Michael. Sociology now: the essentials. — Boston : Allyn & Bacon, 2011. — ISBN 978-0-205-73199-2.
- Kimmel, Michael. Manhood in America: A Cultural History. — New York : Oxford University Press, 2012. — ISBN 978-0-19-978155-3.
- Kimmel, Michael. Angry White Men: American Masculinity at the End of an Era. — New York : Nation Books, 2013. — ISBN 978-1-56-858696-0.
- Kimmel, Michael. Healing from Hate: How Young Men Get Into―and Out of―Violent Extremism. — University of California Press, 2018. — ISBN 978-0520292635.